# Trabitz
Trabitz er en kommune i Landkreis Neustadt an der Waldnaab i Regierungsbezirk Oberpfalz i den tyske delstat Bayern. Den er en del af Verwaltungsgemeinschaft Pressath.

## Geografi
Trabitz ligger i floddalen til Haidenaab, nordvest for Pressath

### Inddeling
Kommunen består, ud over Trabitz af landsbyerne Hub, Burkhardsreuth, Blankenmühle, Schmierhof, Preißach, Pichlberg, Feilersdorf, Bärnwinkel, Zessau, Weihersberg og Grub, samt bebyggelserne Grünbach, Zainhammer, Fischgrub, Gänsmühle, Kohlbach og Feilershammer.

### Nabokommuner
- Speinshart
- Neustadt am Kulm
- Kastl (bei Kemnath)
- Pressath
- Grafenwöhr
- Eschenbach in der Oberpfalz